# Historia Malty pod panowaniem Starożytnego Rzymu
Malta w latach 218 p.n.e. – 870 n.e. znajdowała się pod panowaniem Starożytnego Rzymu. W 257 p.n.e. miał miejsce pierwszy atak Rzymian i w 218 p.n.e. Malta przeszła pod władanie Imperium Rzymskiego. W roku 60 n.e. na mieliźnie u brzegów wyspy rozbił się statek przewożący do Rzymu, jako więźnia, św. Pawła, który uzdrowił ojca Publiusza i wielu innych chorych oraz nawrócił Maltę na chrześcijaństwo.
Po podziale Cesarstwa Rzymskiego w 395 roku, wyspa znalazła się w granicach Cesarstwa Zachodniorzymskiego. W latach 454–464 terytorium posiadali Wandalowie a od 464 r. Ostrogoci. W 533 roku – w ramach rekonkwisty Justyniana I – kontrolę nad wyspą przejęło Cesarstwo Bizantyńskie, co trwało do 870 roku, gdy Malta zostały podbita przez Arabów (berberyjską dynastię Aghlabidów z Afryki Północnej).
Okres rzymski wprowadził dekoracyjne mozaikowe podłogi, marmurowe kolumnady i klasyczne posągi. Założono miasta m.in. Melite oraz Gaulos oraz budowano liczne świątynie i pałace. Niestety, do dziś pozostało niewiele, najbardziej pokaźnymi pozostałościami są ruiny Domvs Romana, w których znaleziono kilka dobrze zachowanych mozaik i statuetek. Praktycznie nie zachowały się żadne przykłady architektury bizantyjskiej.

## Ustanowienie rzymskich rządów

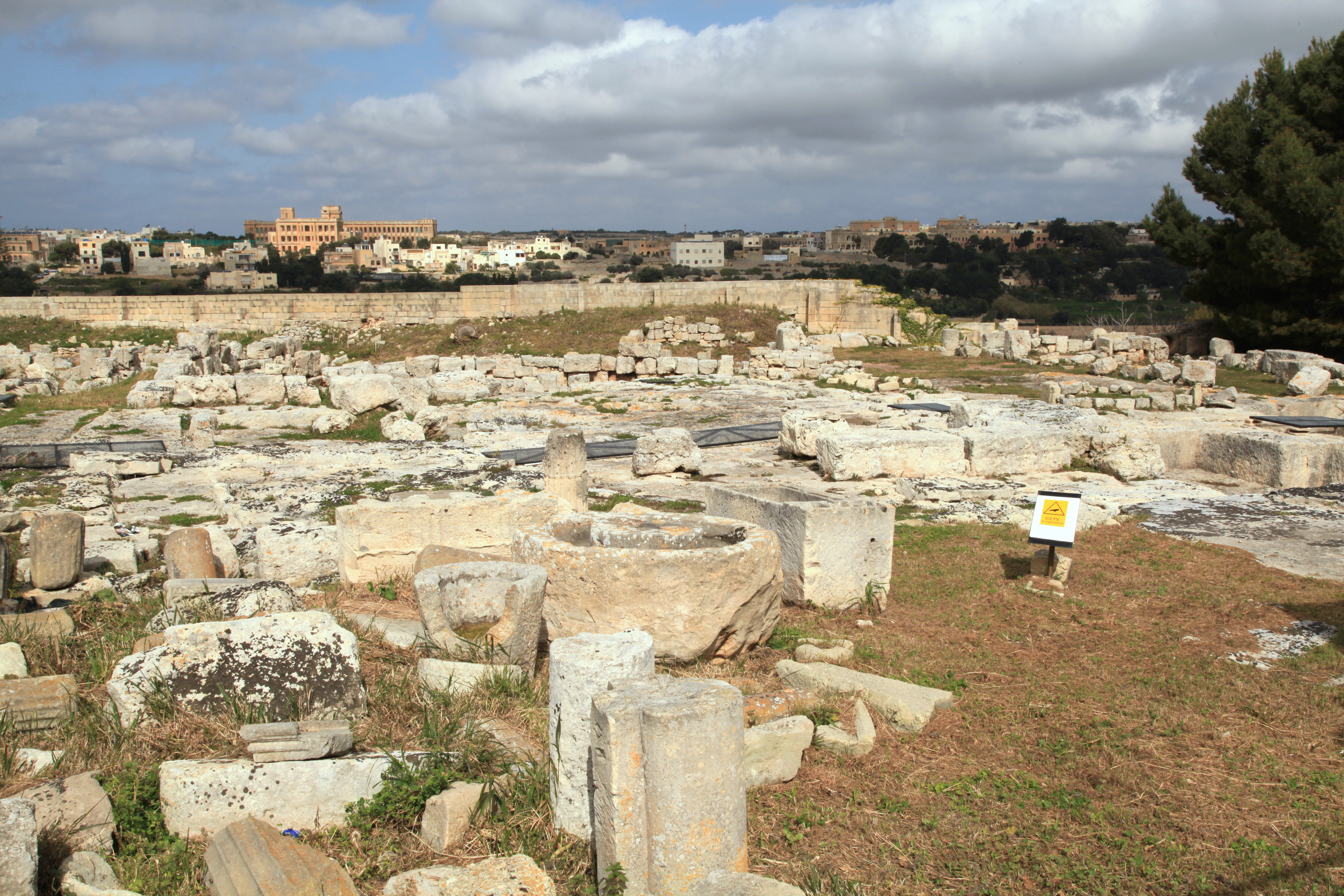
Ruiny Domvs Romana, jedna z niewielu zachowanych pozostałości Melite

Rzymskie rządy na Malcie ustanowione zostały na wczesnym etapie II wojny punickiej. W roku 218 p.n.e. rzymski konsul Tyberiusz Semproniusz Longus przypłynął wraz ze swoją flotą z Sycylii do Melite (dzisiejszej Mdiny), a kartagiński dowódca Hamiclar poddał się bez większego oporu. Następnie wyspa została przyłączona do rzymskiej prowincji Sycylii, a dotychczasowe miasto Maleth zaczęło być znane jako Melite. Miasto uważano za schronienie, dalekie od polityki Rzymu.
Podczas wczesnej okupacji rzymskiej Melite miała, jak inne miasta na Sycylii, np. Messana (dziś Mesyna), czy Tauromenium (dziś Taormina), status foederata civitas. Jego mieszkańcy byli uważani za „sojuszników” (łac. socii), nie zaś podbitych ludzi, więc zachowali swoje prawa i mogli wybijać własne monety. Chociaż wprowadzono język łaciński i rzymską religię, punicka kultura oraz język przetrwały na Malcie przynajmniej do I wieku n.e. W końcu Melite otrzymała status municypium, uzyskując takie same prawa, jak inne miasta rzymskie.
Bardzo niewiele wiadomo na temat wyglądu miasta Melite, gdyż niedużo jego pozostałości się zachowało. Było otoczone grubymi murami i fosą, kilka cmentarzy ulokowanych było na zewnątrz miasta. Miasto posiadało teatr, świątynia Apollina stała nieopodal. Miała czterokolumnowy portyk, mur tworzący część podium świątyni wciąż istnieje, schowany pod nawierzchnią dzisiejszej Triq Villegaigno.
Na wzgórzu Mtarfy, poza murami Melite, stała świątynia Prozerpiny. Z tej świątyni przetrwał jedynie fragment marmurowej kolumny oraz część punickiego gzymsu, lecz jej istnienie jest znane z inskrypcji Chrestiona, odkrytej w roku 1613, mówiącej o odnowieniu świątyni za panowania cesarza Oktawiana Augusta. Na miejscu świątyni stoi dziś statua św. Mikołaja.

## Pobyt św. Pawła na Malcie
Jesienią 60 roku, Paweł z Tarsu w towarzystwie Arystarcha i Łukasza oraz więźniów, zmierzających przed sąd Cezara w Rzymie wyruszył pod eskortą przez Morze Śródziemne z cezarejskiego portu Sebastos do Myry w Licji (obecnie: Turcja). Tam przesiadł się na statek płynący do Italii, na którym dotarł do miejsca na Krecie zwanego w Dziejach Apostolskich "Dobre Porty". W trakcie dalszej podróży natrafił na czternastodniową burzę morską i rozbił się o niewielkie wysepki na północ od wybrzeży Malty. Wszyscy pasażerowie zdołali ocaleć.
Święty Paweł został na miejscu przywitany został przez gubernatora Melite Publiusza i uzdrowił jego chorego ojca. Według tradycji, katedra w Mdinie została zbudowana na miejscu rezydencji gubernatora Publiusza, gdzie św. Paweł uzdrowił jego ojca.
Opis spotkania z mieszkańcami wyspy, którego miejsce jest utożsamiane z lokalizacją kościoła pw. św. Pawła Rozbitka znajduje się w Rozdz. 28 Dziejów Apostolskich.

Tubylcy okazywali nam niespotykaną życzliwość; rozpalili ognisko i zgromadzili nas wszystkich przy nim, bo zaczął padać deszcz i zrobiło się zimno. (Dz 28,2)

Ze względu na martwy sezon w żegludze śródziemnomorskiej św. Paweł wraz z pozostałymi 275 rozbitkami był zmuszony pozostać na wyspie przez trzy miesiące. Zgodnie z miejscową tradycją zamieszkiwał w jednej z grot w okolicy miasteczka Rabat. Po tym, gdy uzdrowił ojca namiestnika rzymskiego Publiusza, udał się do portu w pobliżu Neapolu, skąd drogą lądową dotarł do stolicy Cesarstwa, gdzie przebywał w areszcie domowym do 63 roku.
Jak podaje tradycja, ludność Melite nawróciła się na chrześcijaństwo, a Publiusz przypuszczalnie został pierwszym biskupem Malty.

## Rozwój chrześcijaństwa na Malcie
Po przewodzeniu kościołowi na Malcie przez 31 lat, Publiusz został w 90 r. przeniesiony do Aten, gdzie zginął śmiercią męczeńską w 125 roku. Istnieją skąpe informacje na temat ciągłości chrześcijaństwa na Malcie w kolejnych latach, choć tradycja głosi, że istnieje ciągła linia biskupów od czasów apostoła Pawła do czasów cesarza Konstantyna.
Akta Soboru Chalcedońskiego podają, że w 451 r. niejaki Achacy (Acacius) był biskupem Malty (Melitenus Episcopus). Jest również wiadomo, że w r. 501 niejaki Konstantyn (Constantinus), Episcopus Melitenensis brał udział w II Soborze Konstantynopolitańskim. W 588 r. Tucillus, Miletinae civitatis episcopus, został usunięty z funkcji przez papieża Grzegorza I, a jego sukcesor Trajan został wybrany przez duchownych i ludność Malty w 599 r.
Ostatnim notowanym biskupem Malty przed inwazją arabską z 870 r. był Grek imieniem Manas, który następnie został uwięziony w Palermo na Sycylii.

## Pod rządami Cesarstwa Bizantyńskiego
W roku 535 wyspy maltańskie przyłączone zostały do bizantyńskiej prowincji Sycylii. Melite pozostała administracyjnym centrum wyspy, lecz niewiele wiadomo o dziejach miasta w okresie bizantyńskim. Mogła zostać wtedy zbudowana struktura obronna, która zredukowała Melite do wielkości dzisiejszej Mdiny, jednej trzeciej wielkości punicko-rzymskiego miasta. Śródszaniec został prawdopodobnie zbudowany około VIII wieku, by przeciwstawić się rosnącemu zagrożeniu muzułmańskiemu, chociaż mógł być również zbudowany później, około wieku XI, przez Arabów. Niezależnie od tego, kiedy go budowano, nowe mury zostały najprawdopodobniej zbudowane z kamienia uzyskanego ze zburzonych budynków antycznego miasta.
Niewiele wiadomo o tym okresie w historii Malty, ale wiele wskazuje na to, że Malta była ważną przystanią morską, co wynikało z faktu, że urzędował tu lokalny bizantyjski przywódca wojskowy dux wraz z zastępcą tytułowanym drungarios oraz gubernator cywilny archont. Na wyspie językiem administracyjnym prawdopodobnie była greka.
Melite została zdobyta i zburzona przez Aghlabidów w roku 870. Jak podaje Al-Himyarī, w tym czasie miasto było rządzone przez bizantyńskiego gubernatora Amrosa (prawdopodobnie Ambrosiosa). Czas oblężenia nie jest znany, lecz musiało ono trwać kilka tygodni lub nawet miesięcy. Siły Aghlabidów były dowodzone przez inżyniera Halafa al-Hādima, który stracił życie w bitwie. Z Sycylii przysłany został wtedy nowy wali, aby kontynuował oblężenie. Po jakimś czasie Melite upadła pod naporem najeźdźców, mieszkańcy zostali wymordowani, kościoły złupione, a miasto zniszczone. Marmury z kościołów Melite posłużyły do budowy zamku w Susie w dzisiejszej Tunezji.